# Synský rybník
Synský rybník je rybník o rozloze vodní plochy 2,34 ha vybudovaný již při založení města Polička okolo roku 1265 jako součást obrany města. Rybník se dnes nalézá v samém centru města. Po koruně hráze je vedena široká asfaltová komunikace silnice I. třídy č. 34. Rybník je opatřen kapacitním přelivem s upraveným odtokem.
Rybník je součástí městského parku.

## Galerie

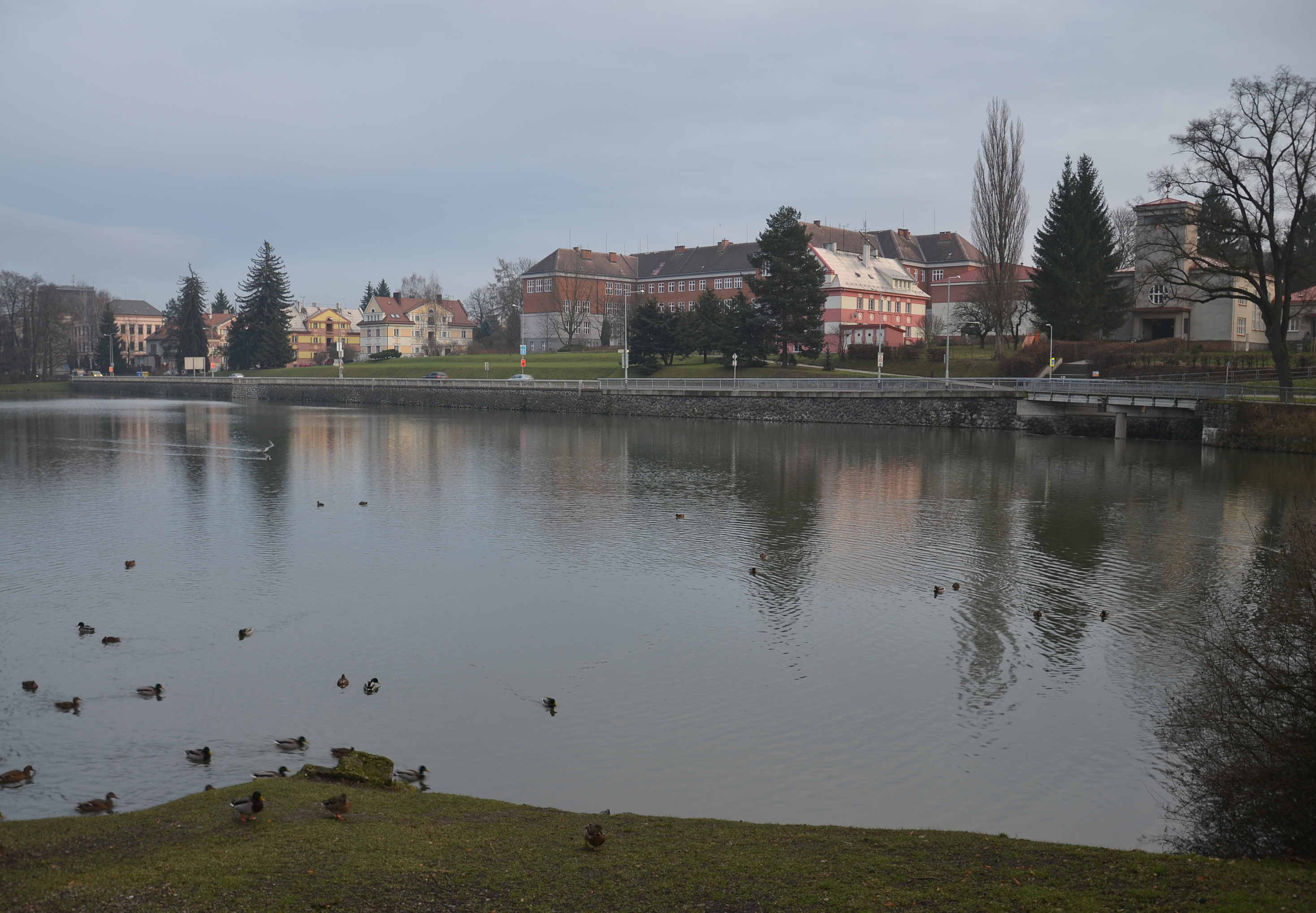
pohled na Synský rybník
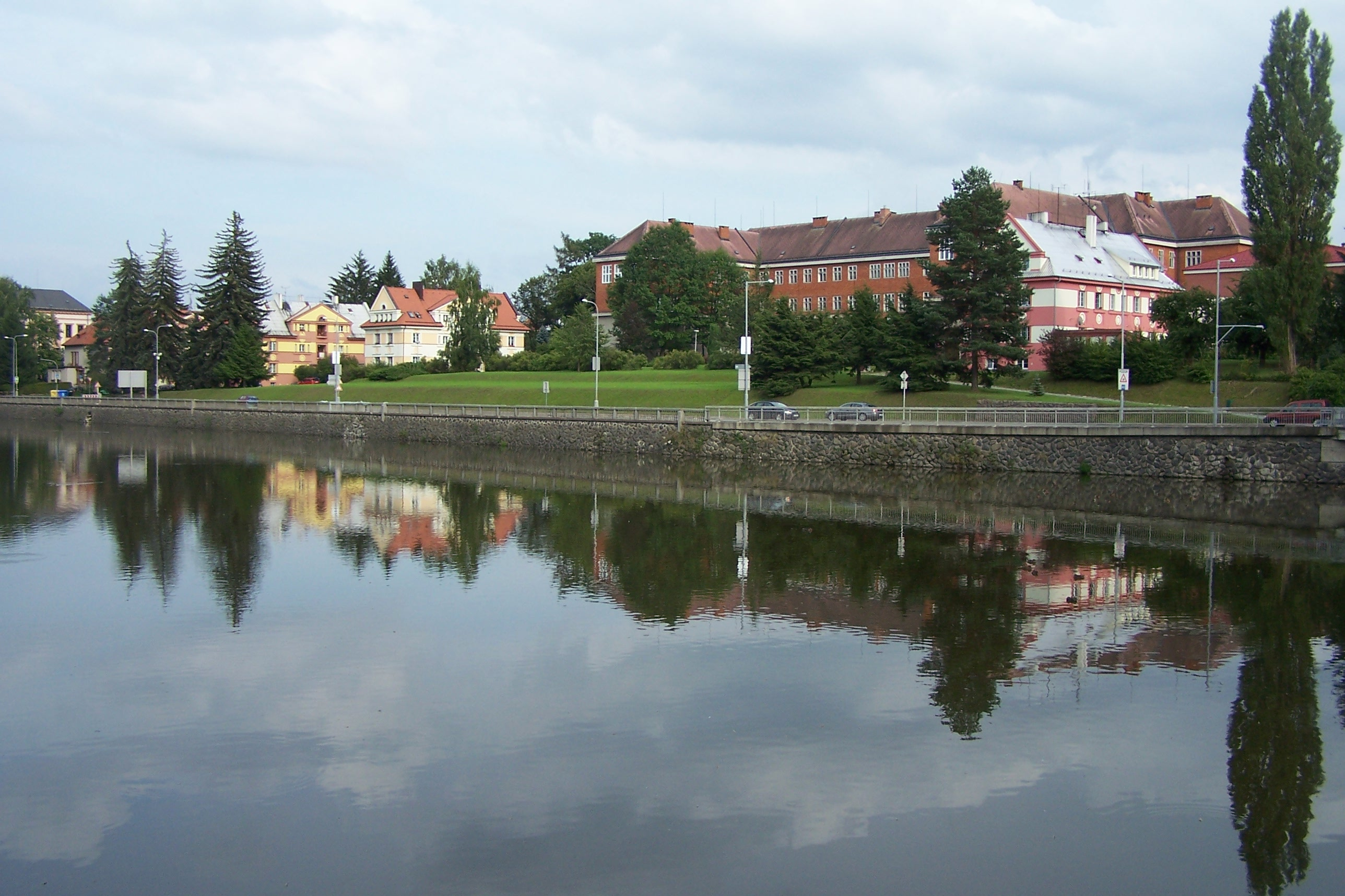
pohled na Synský rybník
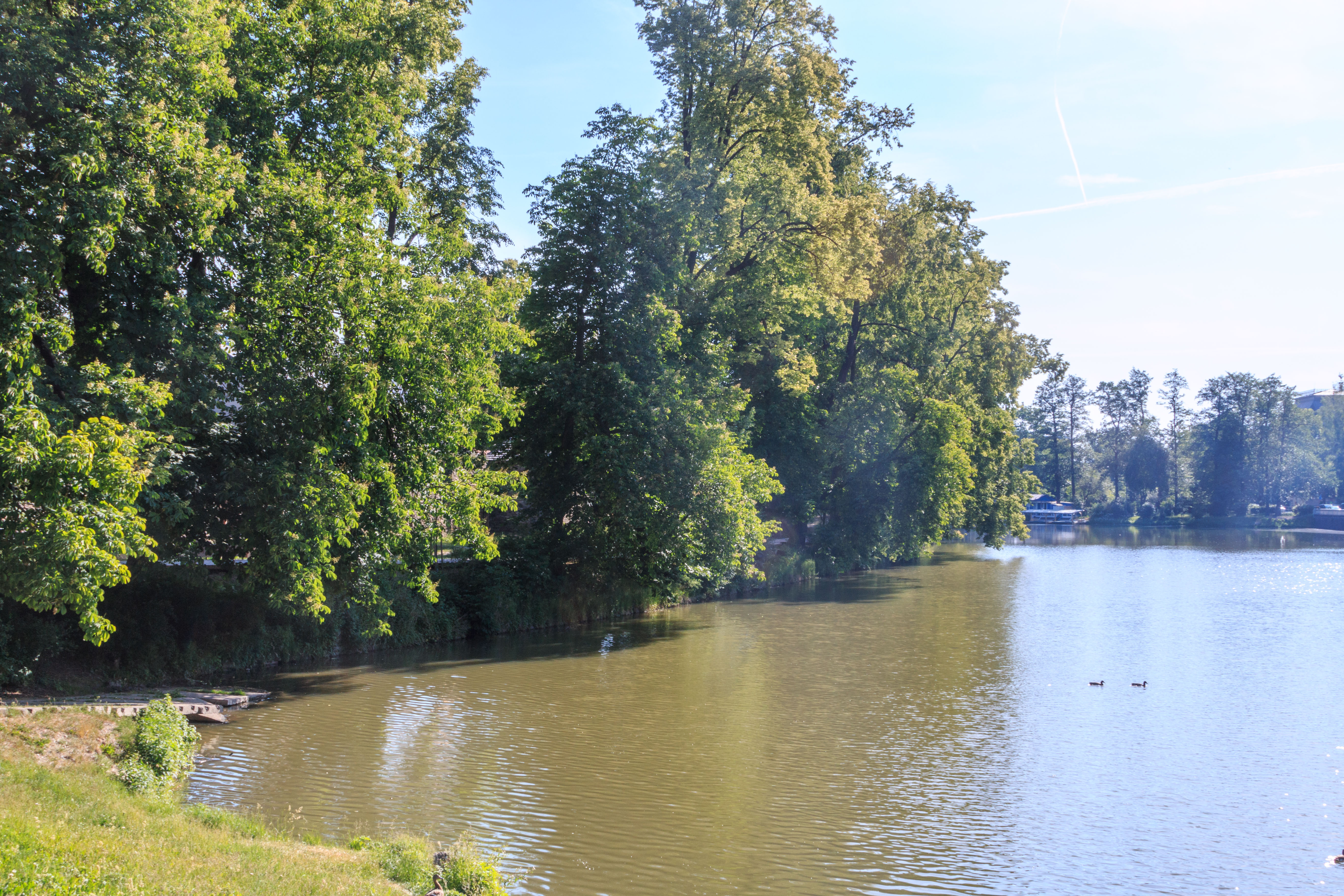
pohled na Synský rybník
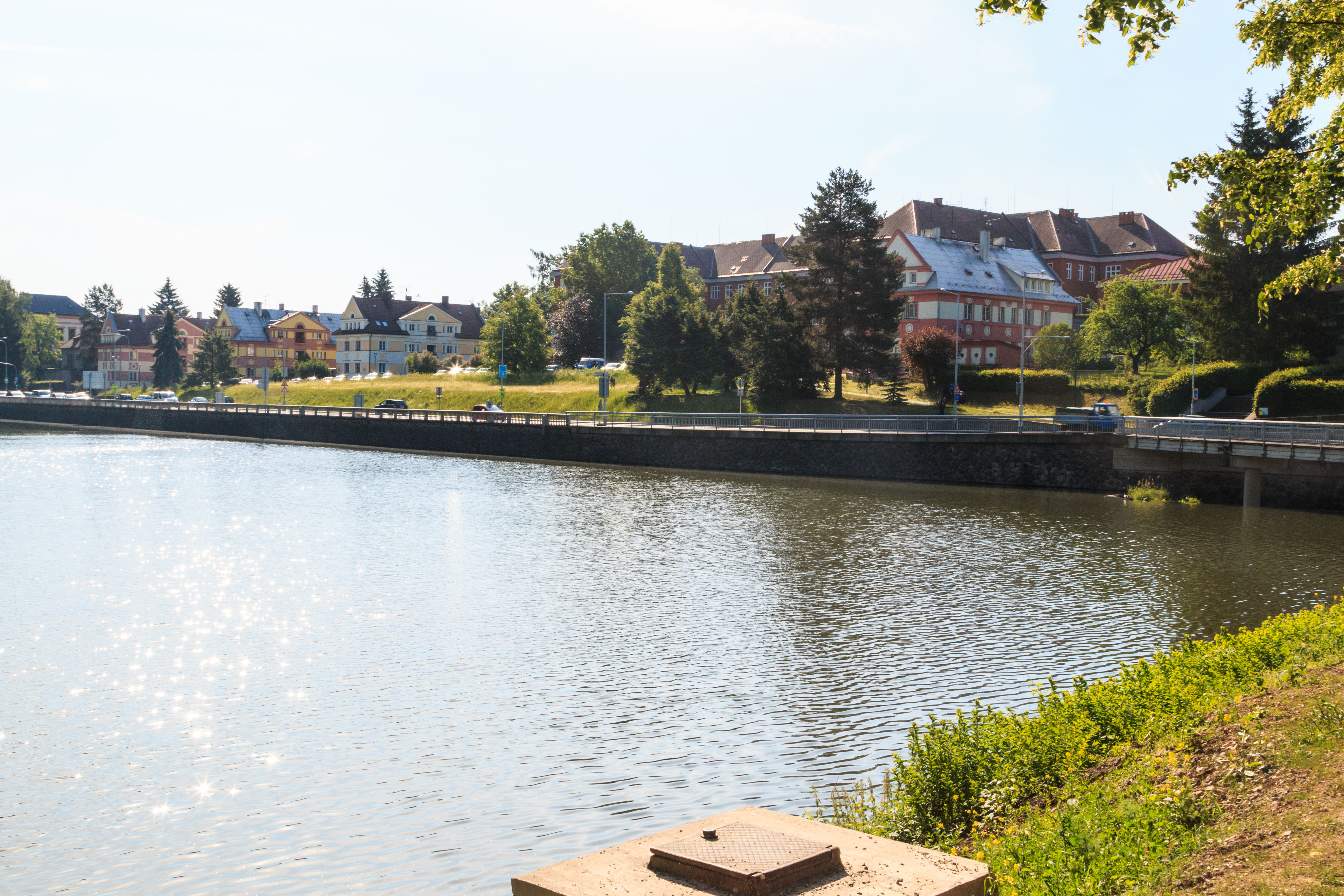
pohled na Synský rybník